# Europese kampioenschappen kyokushin karate 2008 (IKO)
De Europese kampioenschappen kyokushin karate 2008 waren door de International Karate Organization (IKO) georganiseerde kampioenschappen voor kyokushinkai karateka's. De 21e editie van de Europese kampioenschappen vond plaats in het Spaanse Vitoria.

## Resultaten
| Gewichtsklasse | Goud                | Zilver          | Brons                                 |
| Heren          | Heren               | Heren           | Heren                                 |
| -------------- | ------------------- | --------------- | ------------------------------------- |
| -70kg          | Piotr Moczydlowski  | Viktor Teixeira | Alexander Mikhailov Ionut Mihalache   |
| -80kg          | Nicolae Stoian      | Nikita Tomchuk  | Stilian Petrov Michal Krzak           |
| -90kg          | Alejandro Navarro   | Lucian Gogonel  | Pablo Estensoro Marcin Sieradzki      |
| +90kg          | Krzysztof Habraszka | Petar Martinov  | Vldyslav Plyasonytsya Djema Belkhodja |